# 唐晓
唐晓（1959年—），山西太原人，生于重庆，汉族，中华人民共和国画家、第十二届全国人民代表大会江西地区代表。
毕业于澳门科技大学工商管理专业。加入中国共产党。2013年，担任全国人大代表。